# Parafia Najświętszego Serca Pana Jezusa w Pikulicach
Parafia Najświętszego Serca Pana Jezusa w Pikulicach – parafia rzymskokatolicka znajdująca się w archidiecezji przemyskiej w dekanacie Przemyśl I.

## Historia
Pikulice były lokowane 1389 roku. W latach 1911–1912 zbudowano kościół, plebanię i ochronkę z fundacji Kapituły Katedralnej i Karoliny Lubomirskiej z Bakończyc. 
29 maja 1912 roku dekretem bpa Józefa Sebastiana Pelczara została erygowana ekspozytura, z wydzielonego terytorium parafii Przemyśl-Katedra. W skład ekspozytury weszły: Pikulice, Nehrybka, Łuczyce i Sielec.
1 września 1912 roku staraniem ks. Jakuba Federkiewicza przybyły siostry służebniczki starowiejskie. 8 września 1912 roku poświęcono kościół pw. Najświętszego Serca Jezusa i bł. Jakuba Strzemię. 
W 1996 roku kościół został rozbudowany, według projektu arch. inż. Edwarda Makowieckiego.
Na terenie parafii jest 950 wiernych (w tym: Pikulice – 343, Przemyśl – 607 (ulice: Cegielniana, Dojazdowa, Herburtów, Kwiatowa, Piastowska, Sobótki, Złota)).
Proboszczowie parafii:
1912–1923. ks. Klemens Kochmański (ekspozyt).
1923. Kolegium wikariuszy katedralnych (administratorzy excurrendo z Katedry Przemyskiej).
1923–1925. ks. Józef Panaś (adminitrator).
1925–1938. ks. Jan Szałayko.
1938. ks. Józef Bełch.
1938. ks. Władysław Lewiński.
1938. ks. Stanisław Mierzwa.
1938–1939. ks. Józef Grydyk.
1939–1942. ks. Stanisław Wielgosz.
1942–1946. ks. Wincenty Bugiel.
1946. ks. Michał Kędra.
1946–1950. ks. Dominik Chwojka.
1950–1967. ks. Stanisław Pyrkosz (administrator excurrendo z Nehrybki).
1967–1978. ks. Zygmunt Trojnar.
1978–1989. ks. Tadeusz Chmiel.
1989–1994. ks. Stanisław Kostur.
1994–2001. ks. Adam Klisko.
2001–2005. ks. Stanisław Borkowski.
2005–2012. ks. Tadeusz Baj.
2012–2023. ks. Andrzej Wolanin.
2023– nadal ks. Krzysztof Rzepka.